# زیردریایی یو-۴۵۰
زیردریایی یو-۴۵۰ (به انگلیسی: German submarine U-450) یک زیردریایی بود که طول آن ۶۷٫۱ متر (۲۲۰ فوت ۲ اینچ) بود. این زیردریایی در سال ۱۹۴۱ ساخته شد.